# Білієшть
Білієшть, Білієшті (рум. Biliești) — комуна у повіті Вранча в Румунії. До складу комуни входить єдине село Білієшть.
Комуна розташована на відстані 172 км на північний схід від Бухареста, 12 км на схід від Фокшан, 62 км на північний захід від Галаца, 134 км на схід від Брашова.

## Населення
У 2009 року у комуні проживали 2667 осіб.

## Зовнішні посилання
- Дані про комуну Білієшть на сайті Ghidul Primăriilor [Архівовано 15 травня 2012 у Wayback Machine.]